# Daniel Bohnacker
Daniel Bohnacker, né le 21 février 1990 à Westerheim, est un skieur acrobatique allemand spécialiste du skicross. En Coupe du monde depuis 2009, il monte sur son premier podium en 2011 à l'Alpe d'Huez où il remporte la victoire.

## Palmarès

### Jeux olympiques
| Édition/Discipline | skicross |
| Sotchi 2014        | 19e      |

### Championnats du monde
| Édition/Discipline             | skicross |
| Mondiaux 2011 à Deer Valley    | 18e      |
| Mondiaux 2013 à Voss-Myrkdalen | 14e      |
| Mondiaux 2015 à Kreischberg    | 13e      |

### Coupe du monde
- Meilleur classement général : 17e en 2014.
- Meilleur classement en skicross : 3e en 2014.
- 7 podiums dont 1 victoire.

#### Détails des victoires
| Édition / Épreuve | Skicross    |
| 2011              | Alpe d'Huez |